# Eudes de Mézeray
 (janvier 2012).
Pour les articles homonymes, voir Eudes et Mézeray.

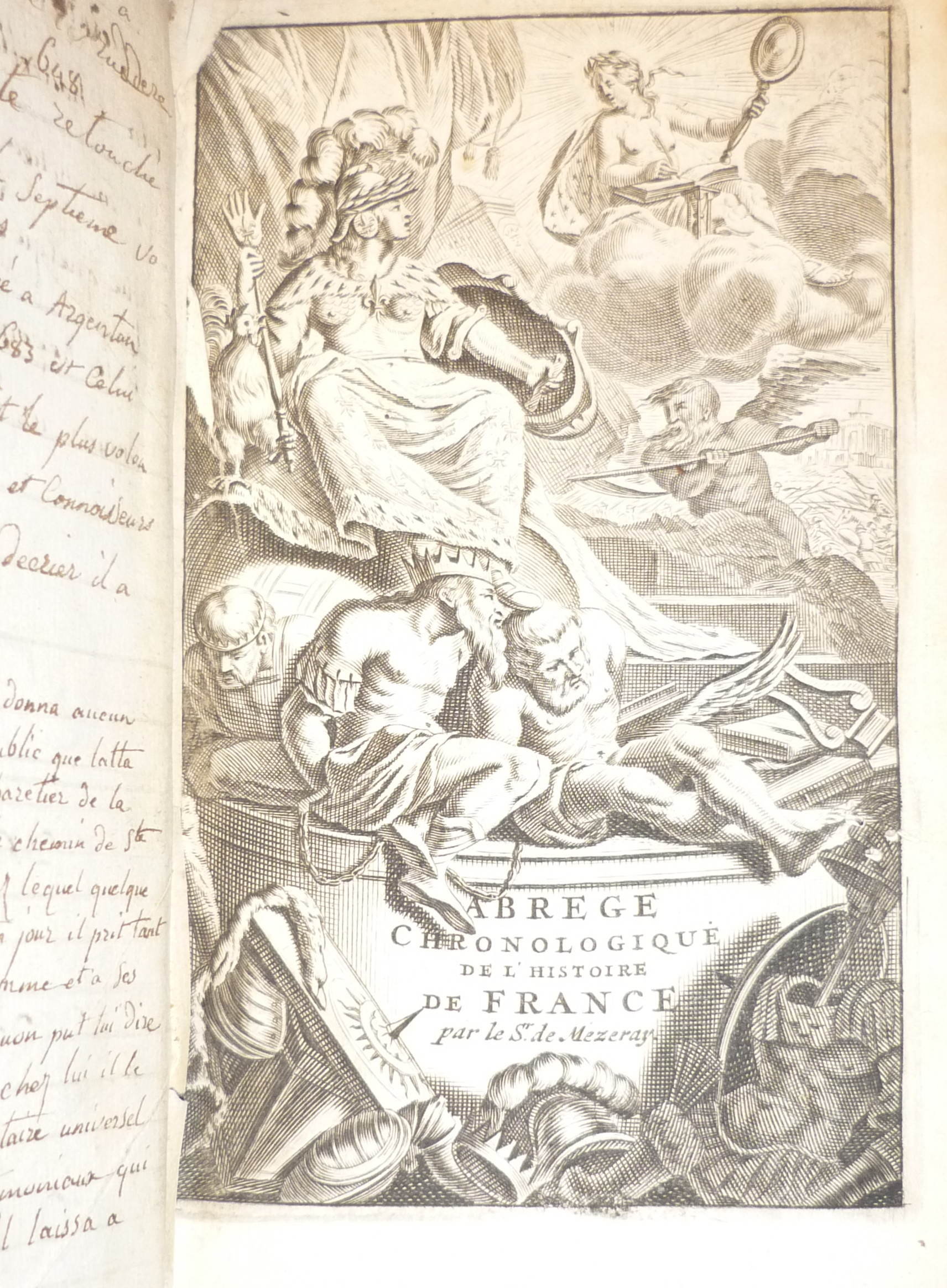
Mézeray, frontispice de l'Abrégé chronologique de l'Histoire de France, Amsterdam, tome 4, 1701.

François Eudes, sieur de Mézeray, né en 1610 à Ri et mort le 10 juillet 1683 à Paris, est un historien et historiographe français, secrétaire perpétuel de l'Académie française.

## Biographie
Après avoir fait ses études à Caen, Mézeray vint à Paris, où son compatriote Des Yvetaux fut son protecteur et lui obtint un emploi de commissaire des guerres. Il se trouva en cette qualité aux deux campagnes de Flandre en 1635 et 1636. L’année suivante, il se livra à l’étude de l’histoire et, enfermé au collège Sainte-Barbe, travailla avec une si grande ardeur qu’il en tomba malade. Le cardinal de Richelieu s’intéressa à ce travailleur encore obscur et lui fit tenir une bourse contenant cinq cents écus d’or.
En 1643, il publia le premier volume de son Histoire de France et en 1648, il entra à l’Académie française, succédant au fauteuil n° 33 à Voiture. Durant la Fronde, il écrivit des pamphlets contre Mazarin ; les mazarinades qui parurent sous le pseudonyme de Sandricourt lui sont attribuées. Il fut néanmoins nommé historiographe du roi. La pension qu’il touchait à ce titre montait à quatre mille livres. Elle fut diminuée, puis supprimée par Colbert, à cause de la liberté avec laquelle Mézeray, dans son Abrégé chronologique, avait parlé des finances, des impôts et des traitants. Quoiqu’il touchât d’autres pensions de divers personnages, Mézeray, poussé par l’avarice, supplia le ministre, dans plusieurs lettres, de ne pas le priver de ses appointements, lui promettant de modifier les passages incriminés. Quand il vit ses démarches inutiles, plaçant dans une cassette le dernier terme de sa pension, il y joignit ce billet : « Voici le dernier argent que j’ai reçu du roi ; il a cessé de me payer et moi de parler de lui, soit en bien, soit en mal. »
En 1675, après la mort de Valentin Conrart, l’Académie lui conféra la charge de secrétaire perpétuel. Il a écrit dans ses cahiers à propos de l'écriture du français : « [L'Académie] déclare qu'elle désire suivre l’ancienne orthographe qui distingue les gents de lettres d'avec les ignorants et les simples femmes ».
Après sa mort, survenue le 10 juillet 1683, son cœur fut déposé dans l'église des Billettes.

## Anecdotes concernant son caractère original
Il passait aux yeux de ses contemporains pour un « original ». Ainsi, l’on rapportait que « Mézeray ne travaillait jamais qu’à la chandelle même en plein midi et au milieu de l’été et chaque fois que quelqu’un venait le visiter il le reconduisait le flambeau à la main jusqu’à la porte de la rue ».
Sa conduite à l’Académie française, dont il devint secrétaire perpétuel en 1675, après Conrart, fut marquée par plusieurs traits d’originalité. Connu pour être l’ennemi de toute étiquette, il avait pris l’habitude de toujours donner une boule noire à ceux qui se présentaient pour représenter à la postérité la liberté dont jouissait l’Académie dans ses élections. Dans le Dictionnaire, il ajouta comme explication au mot Comptable cette phrase : « Tout comptable est pendable » (source ?). Forcé par ses collègues de la supprimer, il mit en marge : « Rayé, quoique véritable ». Lors de la visite que fit à la Compagnie la reine Christine de Suède, il était secrétaire et, pour lui donner une idée du Dictionnaire, il lui lut l’article sur le mot Jeu, dans lequel se trouvait cet exemple : « Jeux de princes, qui ne plaisent qu’à ceux qui les font ».
Le ministre Colbert fit supprimer sa pension de quatre mille livres parce qu’il avait fait imprimer que sous les rois de la première race le peuple avait le droit de s’imposer lui-même. Mézeray cessa dès lors d’écrire et afin qu’on n’ignorât pas le motif de son silence, il mit à part dans une cassette les derniers appointements qu’il avait reçus en qualité d’historiographe et y joignit un billet sur lequel il écrivit de sa main ces paroles : « Voici le dernier argent que j’ai reçu du roi, il a cessé de me payer et moi de parler de lui soit en bien soit en mal ». 
Peut-être aussi, pour avoir clairement écrit dans son Histoire des Francs, que Hugues Capet était un descendant illégitime de Charlemagne. Ce qui n'était pas habile vis-à-vis de Louis XIV et entachait la mémoire de sa mère, pour avoir systématiquement dénié, sur la base d'affirmations invérifiables, l'appartenance de cette famille à celle de Charlemagne.
On peut supposer qu'il se faisait l'égal du Roi, et prétendait descendre de Robert le Fort par la nature, plus que par la légitimité, pour être issu d'un pays de son apanage ancien.
C'était un homme intègre et qui a su rester propre envers lui-même et la postérité pour n'avoir pas menti et s'être révélé exact même si l'on peut estimer que la vérité manque. Il a servi à venger toute une noblesse de l'avidité de Louis XIV et de Colbert qui réclamait qu'elle payât des droits d'enregistrement si elle ne pouvait prouver trois ou quatre quartiers de noblesse. La plupart de ces familles n'avaient aucun document écrit pour le justifier et pourtant étaient au moins aussi anciennes que Louis XIV pouvaient l'être, et n'étaient pas nécessairement aussi pauvres que le Roi, ni aussi riches qu'elles auraient pu se racheter. Mais après tout Louis XIV aurait dû le lire pour s'apercevoir qu'il leur offrait plus qu'elles ne le méritaient.
De tous les travers où Mézeray donna, aucun ne lui fit plus de tort que l’attachement qu’il prit pour un cabaretier, surnommé Le Faucheur, habitant La Chapelle, petit village sur le chemin de Saint-Denis, chez lequel quelques-uns de ses amis le menèrent un jour. Il prit tant goût à la franchise de cet homme et à ses discours que malgré tout ce qu’on put lui dire, il passait les journées entières chez lui, il le fit même à sa mort son légataire universel, excepté pour les biens patrimoniaux qui étaient peu de choses et qu’il laissa à sa famille, désappointée.
Il voulut se faire enterrer au sommet de la vigne de sa maison de campagne, à Chaillot, sous un mausolée pyramidal porté par un piédestal orné de bas reliefs en forme de livres et d'une inscription mais son exécuteur testamentaire refusa de réaliser une telle extravagance.

## Ses publications
C’est également lui qui eut, le premier, l’idée du premier journal littéraire et scientifique, qui fut reprise par les fondateurs du Journal des savants de Denis de Sallo et Jean Gallois. Il faisait partie du comité directeur de La Gazette.
On a conclu de ces marques d’indépendance et de quelques paroles prises à la lettre, ainsi que de sa conduite licencieuse, qu’il était un libre penseur et un sceptique.
L’ouvrage auquel est attaché le nom de Mézeray, fut intitulé ainsi par lui : Histoire de France, depuis Faramond jusqu’à maintenant, œuvre enrichie de plusieurs belles et rares antiquités et d’un abrégé de la vie de chaque règne, dont il n’était presque point parlé ci-devant, avec les portraits au naturel des rois, régents et dauphins (Paris, 1643-1646-1651, 3 vol. in-fol.). Cette édition, rare, est fort belle. Le premier volume offre au frontispice le portrait équestre de Louis XIII, à la suite vient une dédicace à la reine Anne d'Autriche. L’ouvrage est accompagné de portraits tirés de La France métallique du graveur Rie, auxquels sont joints des quatrains composés par G. Baudoin. Une seconde édition, avec des corrections de l’auteur, fut donnée en 1685. Elle a été réimprimée, mais sans gravures, en 1830. Cette histoire contient jusqu’au règne de Louis IX bien des erreurs, aujourd’hui faciles à rectifier ; mais, de Louis IX jusqu’à Louis XIII, elle est généralement exacte et fort remarquable par les documents comme par la composition. Le style naturel, et en même temps pittoresque et animé, paraît vieilli, comme la langue du temps de la Fronde ; mais il n’en est pas moins plein d’agrément et d’originalité. Sainte-Beuve a loué l’ouvrage comme « une lecture des plus fertiles et des plus nourrissantes pour l’esprit ».
Mézeray donna également son œuvre abrégée, sous le titre d’Abrégé chronologique ou Extrait de l’histoire de France (Paris, 1668, 3 vol. in-4, souvent réimpr). Il publia aussi un Traité de l’origine des Français, Histoire de France avant Clovis (Amsterdam, 1682, in-12). On a en outre de lui Les Vanités de la Cour, traduction partielle du Polycraticus, de Jean de Salisbury (1639, in-4°) ; Histoire des Turcs, depuis 1612 jusqu’à 1649 (1650, in-fol.), ouvrage médiocre, tiré de Vigenère et de Chalcondyle. On lui a attribué un Dictionnaire de France, publié dans les Mémoires historiques et critiques de Camusat (1732, in-12) ; L’Histoire de la mère et du fils et la Vie de Henri IV, publiée sous le nom de Péréfixe a paru sous son nom, en 1730 à Amsterdam, chez Michel Charles Le Cene.
Il s'agit en réalité d'un texte très largement inspiré d'un manuscrit de Richelieu. et consacré aux années 1616 à 1619. Il y retrace avec une grande précision et beaucoup de détails la fin difficile de la régence de Marie de Médicis.
L'histoire de France de Mézeray, tout comme celle de l'abbé Claude Le Ragois, eut un immense succès d'édition.

## Postérité de son œuvre

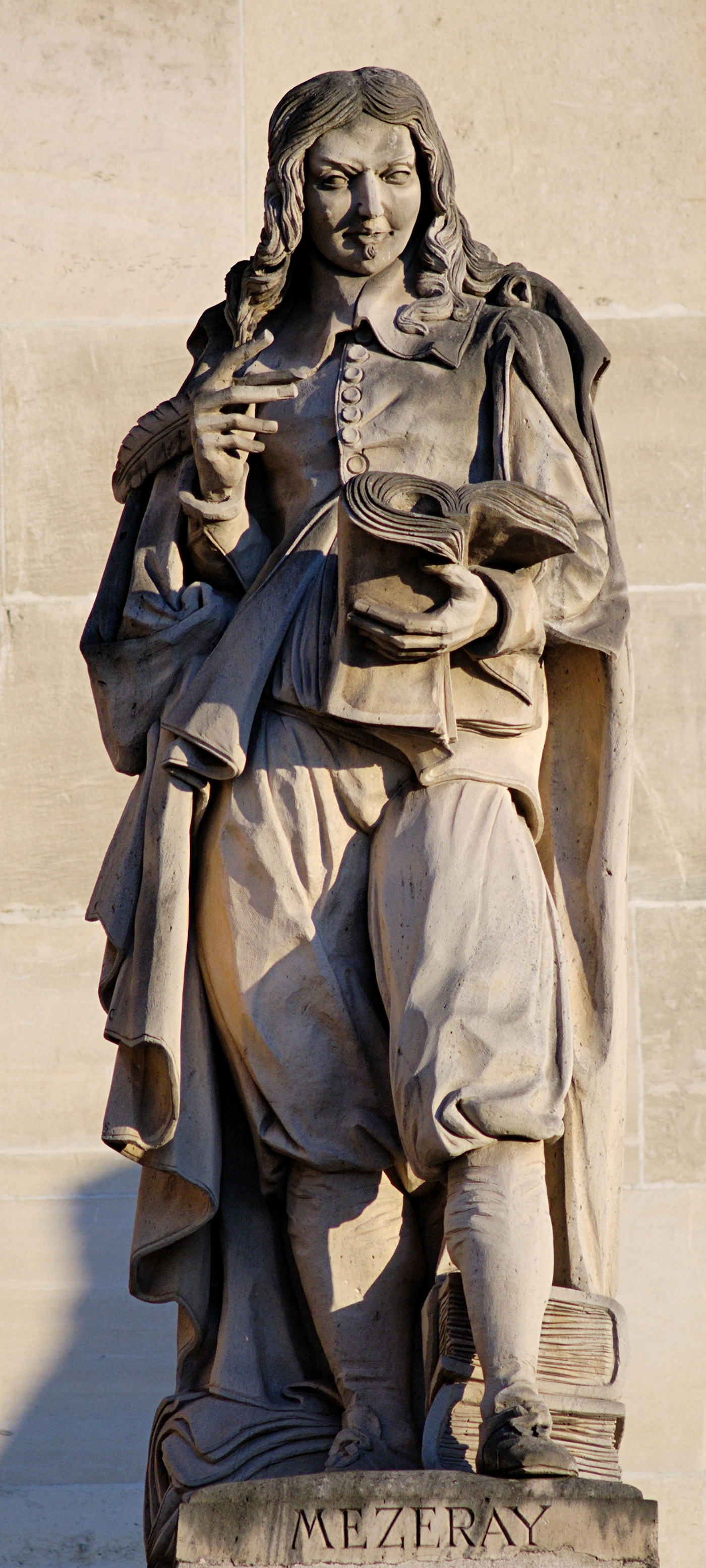
Statue de Mézeray par Louis-Joseph Daumas, cour Napoléon du palais du Louvre.

Jamais aucun historien de son époque n’eut autant de succès, ce qui se concrétisa par d’innombrables rééditions, jusqu’en 1839.
Toutefois les progrès du rationalisme historique ont aux XIXe et XXe siècles rejeté son œuvre dans l’ombre. Voltaire le trouvait déjà « plus hardi qu’exact », et bien sûr il n’a pas su résister à l’école historique du XIXe.
Et pourtant actuellement c’est ce manque total d’esprit critique (« mythe » des origines troyennes, combat de Roland sur le géant Ferragut (en). etc.) qui le rend intéressant aux historiens comparatistes, aux ethnologues, aux disciples de l’école de Georges Dumézil auxquels il livre, à la manière d’un Hérodote français, une matière brute qu’on commence à faire parler et comprendre.

## Famille
Il était le frère du fondateur de l’ordre des Eudistes, Jean Eudes.